# 과학철학의 형성
《과학철학의 형성》(영어:  The Rise of Scientific Philosophy)는 한스 라이헨바흐가 1951년에 내놓은 과학철학서이다.

## 작품 소개
그는 이 책에서 기존의 철학과는 다른 새로운 철학, 즉 과학철학의 접근법을 제시하고 있다. 그는 철학을 단지 체계의 집합으로만 다룰 것이 아니라, 문제에 대한 해결 방안을 제시하는 것으로 다룰 것을 제안했다. 그는 이 책에서 사변과 억측으로 일관하던 사변철학에서 전통적으로 유지해 온 비과학적인 부분들을 전면적으로 비판한다. 이 때문에 많은 철학자들로부터 반발을 불러일으킨 책이기도 하다.
제1부에서는 전통 사변철학이 지닌 여러 문제점들을 검토하고 있으며 사변철학이 성장해 온 심리적 근거들을 상세히 분석하고 있다. 제2부는 19세기 후반과 20세기에 전개된 과학철학을 소개하면서 그 성과들을 정리한다. 제2부는 제1부에서 전개해 온 사변철학의 문제점과는 달리 새로운 경험주의적 철학의 기원을 설명하는 데 초점을 두고 있다. 이 밖에도 기하학이나 시간, 자연법칙, 원자, 진화론과 논리학, 그리고 윤리학과 같은 다양한 철학적 문제와 함께 현대 과학철학과 기존의 사변철학을 정리하고 있다.
이 책은 합리주의와 경험주의의 구도 안에서 철학적 전통이 범한 오류를 바로잡고자 한다. 이 책을 통해 라이헨바흐가 의도한 목적은 기존의 철학과는 다른 과학에 기반을 둔 새로운 철학, 즉 과학철학의 접근법을 제시하는 것이었다. 그러므로 이 책은 과거의 철학에 대해 분석하고 경험주의에 의거해 문제점들을 꼼꼼히 지적하고 있다. 그는 2000년간 사변철학의 태도를 상징해 온 플라톤의 동굴의 비유부터 헤겔의 ≪역사철학≫까지를 검토하면서, 사변과 억측으로만 일관하고 이성주의와 초월주의에 입각해 감각 경험에 의한 경험적 지식을 불신하는 이분법적 태도를 비판하고 있다.
이 책의 상당 부분은 과학의 논리적인 분석들을 다루고 있지만, 과학철학의 범주에서 나아가 윤리-인식 병행론과 같은 다른 철학 분야에까지 그 논의를 확장시키고 있다. 이 책에서 라이헨바흐는 다음과 같이 보다 실천적인 문제를 강조하면서 철학적 방법과 태도를 제시한다. “모든 사람은 저마다 자신의 도덕률을 세울 권리와 개개의 모든 사람에게 그 도덕률을 따르라고 요구할 권리를 가지고 있다.” 라이헨바흐는 수학자나 물리학자만을 대상으로 이 책을 서술한 것이 아니다. 라이헨바흐가 진정으로 호소하고 있는 대상은 다름 아닌 일반적인 독자의 상식과 행동에 있다.

## 서지 정보
- 최현철 역, 2009년, 지식을만드는지식[깨진 링크(과거 내용 찾기)] ISBN 978-89-8499-782-0